# Teucholabis (Teucholabis) solomonensis
Teucholabis (Teucholabis) solomonensis is een tweevleugelige uit de familie steltmuggen (Limoniidae). De soort komt voor in het Australaziatisch gebied.